# Raymix
Edmundo Gómez Moreno (né le 17 février 1991 à Nicolás Romero, État de Mexico), mieux connu sous son nom de scène Raymix, est un musicien et ingénieur en aérospatiale mexicain. Surnommé El Rey de la Electrocumbia, pour la raison des effets audiovisuels, des chorégraphies, ainsi que des pièces pyrotechniques et d'un éclairage qui rythment avec la musique. Tout cela lui a valu d'être catalogué par ses partisans comme étant le roi d'Electrocumbia, un genre musical « numérique » contenant les sons de cumbia et de musique électronique. En peu de temps, il a fait de toutes ses chansons un succès local et international. Ses chansons ont été diffusées sur les réseaux sociaux fréquentés par la jeunesse latino-américaine, atteignant des niveaux de popularité élevés. Ses thèmes musicaux et ses compositions sont simplement le reflet des préoccupations et des sentiments des jeunes, se nourrissant de l'expérience de leur environnement.
Raymix a commencé sa carrière musicale au début des années 2010, lorsqu'il a rejoint un projet de transe appelé Light & Wave avec deux autres musiciens mexicains. Leur chanson Feeling the City a été présentée dans l'émission de radio Armin van Buuren A State of Trance. En 2013, Raymix a été invité à travailler dans un stage éducatif de la NASA, où il a aidé à développer AztechSat-1, il s'agit du premier satellite conçu et construit par des étudiants au Mexique à être lancé depuis la Station spatiale internationale et c'est également le deuxième petit satellite que le Mexique a construit depuis 1995,.
En 2014, alors qu'il était à la NASA, il a eu l'idée de mélanger les bases latines avec l'électronique, en particulier la cumbia, tout comme une expérience d'écoute. Edmundo a trouvé le goût de cette combinaison et en octobre 2014, il a écrit sa première électrocumbia, Oye Mujer, qui compte à ce jour plus de 160 millions de vues sur sa chaîne YouTube. La vidéo de la chanson a été vue plus de 644 millions de fois sur Youtube. Ce titre n'est pas entré dans le Billboard Hot 100, mais a culminé au numéro 6 sur le Bubbling Under Hot 100. Son succès Primer Beso a enregistré environ 98 millions de vues.
En 2016, Raymix a fait sa première tournée aux États-Unis en se produisant dans 18 villes dans 12 États, dont New York, New Jersey, Californie, Indiana, Pennsylvanie, Virginie, Oregon, Connecticut, etc. À la fin de sa tournée en avril 2016, il a été nommé et honoré par les New York Gruparos Awards en tant que « Artiste révolutionnaire de l'année » et « Idole de la jeunesse » qui ont eu lieu au prestigieux United Palace Theatre de Broadway, Manhattan, New York. Au milieu de la même année, il a été interviewé par des chaînes journalistiques telles que Telemundo et Televisa.
En avril 2018, une version remixée de Oye Mujer est sortie en duo avec le chanteur colombien Juanes.
En 2019, il est nommé aux Latin American Music Awards pour l'album préféré de l'année au Regional Mexican. La même année avec le chanteur colombien Esteman et Georgel, il fait un thème sur le titre de Juan Gabriel El Noa Noa, cette chanson suggère que le Noa Noa était en fait un bar de rencontre pour la communauté homosexuelle, puisque les paroles disent « un lieu d'ambiance, où tout est différent ».  
En mars 2020, Raymix a sorti Tú y Yo avec la chanteuse pop mexicaine Paulina Rubio. Ce thème du genre electrocumbia a réussi à enchanter les auditeurs mexicains grâce à son rythme rythmé qui invite à danser le soir en mélangeant des sons tropicaux avec des synthétiseurs,. En mai 2020, Raymix a sorti la chanson Olvídame Tú avec le sonidero mexicain ICC. La vidéo officielle de la chanson a été créée sur YouTube le 19 mars 2020. La vidéo, réalisée par Pablo Croce, filmée à Miami, montrent Raymix et Rubio dans cette ville. Le couple dépeint leur premier rendez-vous, alternant entre des scènes colorées qui vont d'une nuit à manger des tacos et à s'amuser lors d'une foire à des moments où les deux stars sont vues danser ensemble en chorégraphie dans un studio.
En 2020, Raymix a été nommé aux 32e prix Lo Nuestro de l'artiste régional mexicain de l'année et de la vidéo de l'année pour Tú Eres La Razón (Electrocumbia Remake).
Il participe au single "Masoquista" avec l'auteur-compositeur-interprète mexicain Juan Solo et lance le 17 juillet 2020 dans les services de lecture en ligne sous licence du label Universal Music,.
Le 28 août 2020,  Raymix publie le titre et la vidéo de sa chanson "Llámame",  qui  fera partie du nouvel album.
Le 9 octobre 2020, Raymix et le chanteur colombien Esteman lancent sur YouTube un duo pour la nouvelle version du tube Solo.
Le 11 octobre 2020, il fait partie des organisateurs et du casting artistique du OutMusik Festival  dédiée à la communauté queer qui est célébrée chaque année pendant la Journée du Coming Out,.
Le 30 avril 2021, il lance sur les réseaux sociaux et YouTube le titre Espacial.
En 2022, Raymix est nommé pour la chanson régionale mexicaine et la Cumbia de l'année pour le titre "Llámame" aux 34e Lo Nuestro Awards